# Elizardo Sánchez
Elizardo Sánchez Santa-Cruz (nascido em 1944) é um ativista cubano dos direitos humanos e fundador da Comissão Cubana de Direitos Humanos e Reconciliação Nacional, um grupo que apoia a mudança em Cuba.
Sánchez nasceu em Santiago de Cuba. Ele tornou-se professor universitário durante os primeiros anos da Revolução Cubana.